# Karjala Tournament 2014
Karjala Tournament 2014 spelades under perioden 6-9 november 2014. Turneringen ingick i Euro Hockey Tour.
Sverige vann turneringen före Finland. Detta var första gången sedan 1997 som Sverige lyckades vinna turneringen. 

## Slutresultat
| Lag      | S | V | ÖV | ÖF | F | GM | IM | MS | P |
| -------- | - | - | -- | -- | - | -- | -- | -- | - |
| Sverige  | 3 | 1 | 2  | 0  | 0 | 12 | 7  | +5 | 7 |
| Finland  | 3 | 2 | 0  | 0  | 1 | 8  | 6  | +2 | 6 |
| Ryssland | 3 | 1 | 0  | 1  | 1 | 10 | 13 | −3 | 4 |
| Tjeckien | 3 | 0 | 0  | 1  | 2 | 6  | 10 | −4 | 1 |

Resultat från Svenska ishockeyförbundet

## Matchfakta
Alla tider som anges är lokala. UTC+2 för matcher i Finland och UTC+1 för matchen i Sverige.
| 6 november 2014 18:30 | Finland | 2 – 1 1−0, 1−1, 0−0 | Tjeckien | Hartwall Arena, Helsingfors, Finland |

|  |                                                  | Matchsummering |                          | Åskådare: 7 026                   |                                   |
|  | J. Immonen (PP1) (16.15) O. Palola (PP1) (31.27) |                | (24.24) (EQ) R. Smoleňák | Domare: Tobias Björk Linus Öhlund | Domare: Tobias Björk Linus Öhlund |

| 6 november 2014 19:00 | Sverige | 5 – 4 (str.) 2−0, 1−3, 1−1, 0−0, 1−0 | Ryssland | Tegera Arena, Leksand, Sverige |

|  | | Matchsummering | | Åskådare: 6 634                |                                |
|  | P. Hersley (PP1) (01.35) A. Engqvist (SH1) (12.21) D. Ullström (EQ) (36.09) T. Wandell (PP1) (45.04) A. Petersson (GWS) (65.00) |                | (30.50) (EQ) D. Kugryshev (31.41) (EQ) D. Kokarev (34.03) (EQ) A. Radulov (45.57) (EQ) A. Slepysjev | Domare: Jan Hribik Pavel Hodek | Domare: Jan Hribik Pavel Hodek |

| 8 november 2014 12:00 | Tjeckien | 3 – 4 (str.) 0−0, 3−3, 0−0, 0−0, 0−1 | Sverige | Hartwall Arena, Helsingfors, Finland |

|  |                                                                            | Matchsummering | | Åskådare: 2 994                                 |                                                 |
|  | T. Filippi (EQ) (22.20) P. Zámorský (PP1) (34.52) R. Smoleňák (EQ) (39.23) |                | (21.17) (PP1) J. Ericsson (21.39) (EQ) J. Ericsson (39.46) (EQ) A. Petersson (65.00) (GWS) L. Klasen | Domare: Mikko Kaukokari Aleksi Johannes Rantala | Domare: Mikko Kaukokari Aleksi Johannes Rantala |

| 8 november 2014 16:00 | Ryssland | 2 – 6 1−1, 1−4, 0−1 | Finland | Hartwall Arena, Helsingfors, Finland |

|  |                                           | Matchsummering | | Åskådare: 11 781                  |                                   |
|  | Panarin (EQ) (10.45) Kokarev (EQ) (20.30) |                | (19.36) (PP1) Immonen (23.05) (EQ) Pesonen (28.55) (EQ) Lindell (30.03) (EQ) Näkyvä (31.10) (EQ) Osala (51.34) (EQ) Hartikainen | Domare: Tobias Björk Linus Öhlund | Domare: Tobias Björk Linus Öhlund |

| 9 november 2014 12:00 | Ryssland | 4 – 2 3−0, 0−0, 1−2 | Tjeckien | Hartwall Arena, Helsingfors, Finland |

|  |                                                                                     | Matchsummering |                                        | Åskådare: 3 729                          |                                          |
|  | Panarin (EQ) (00.54) Averin (EQ) (09.41) Panarin (EQ) (17.12) Radulov (PP2) (54.57) |                | (43.11) (PP1) Roman (57.50) (EQ) Holík | Domare: Antti Boman Anssi Kalevi Salonen | Domare: Antti Boman Anssi Kalevi Salonen |

| 9 november 2014 16:00 | Finland | 0 – 3 0−1, 0−2, 0−0 | Sverige | Hartwall Arena, Helsingfors, Finland |

|  |  | Matchsummering |                                                                | Åskådare: 11 563                         |                                          |
|  |  |                | Klasen (EQ) (17.58) Axelsson (EQ) (23.08) Hersley (EQ) (28.09) | Domare: Konstantin Olenin Alexey Ravodin | Domare: Konstantin Olenin Alexey Ravodin |

### Förklaringar
Förklaring till förkortningarna i matchfaktan:
- PP1 = Powerplay, laget gjorde mål med en spelare mer på isen
- PP2 = Powerplay, laget gjorde mål med två spelare mer på isen
- SH1 = Short handed, laget gjorde mål med en spelare mindre på isen
- PS = Penalty shot, laget gjorde mål på ett straffslag
- EN = Empty net, laget gjorde mål när motståndarna tagit ut sin målvakt
- EQ = Equal strength, laget gjorde mål när lagen hade samma antal spelare på isen
- GWS = Game winning shot, matchens avgörande straffslag
- EN = Empty net, laget gjorde mål när motståndarna tagit ut sin målvakt

## Utmärkelser

### Bästa spelare
Turneringens arrangörer röstade fram följande spelare:
- Bäste målvakt:  Henrik Karlsson
- Bäste försvarsspelare:  Atte Ohtamaa
- Bäste anfallsspelare:  Linus Klasen
- Turneringens poängbäste spelare:  Linus Klasen